# Heike Polzin

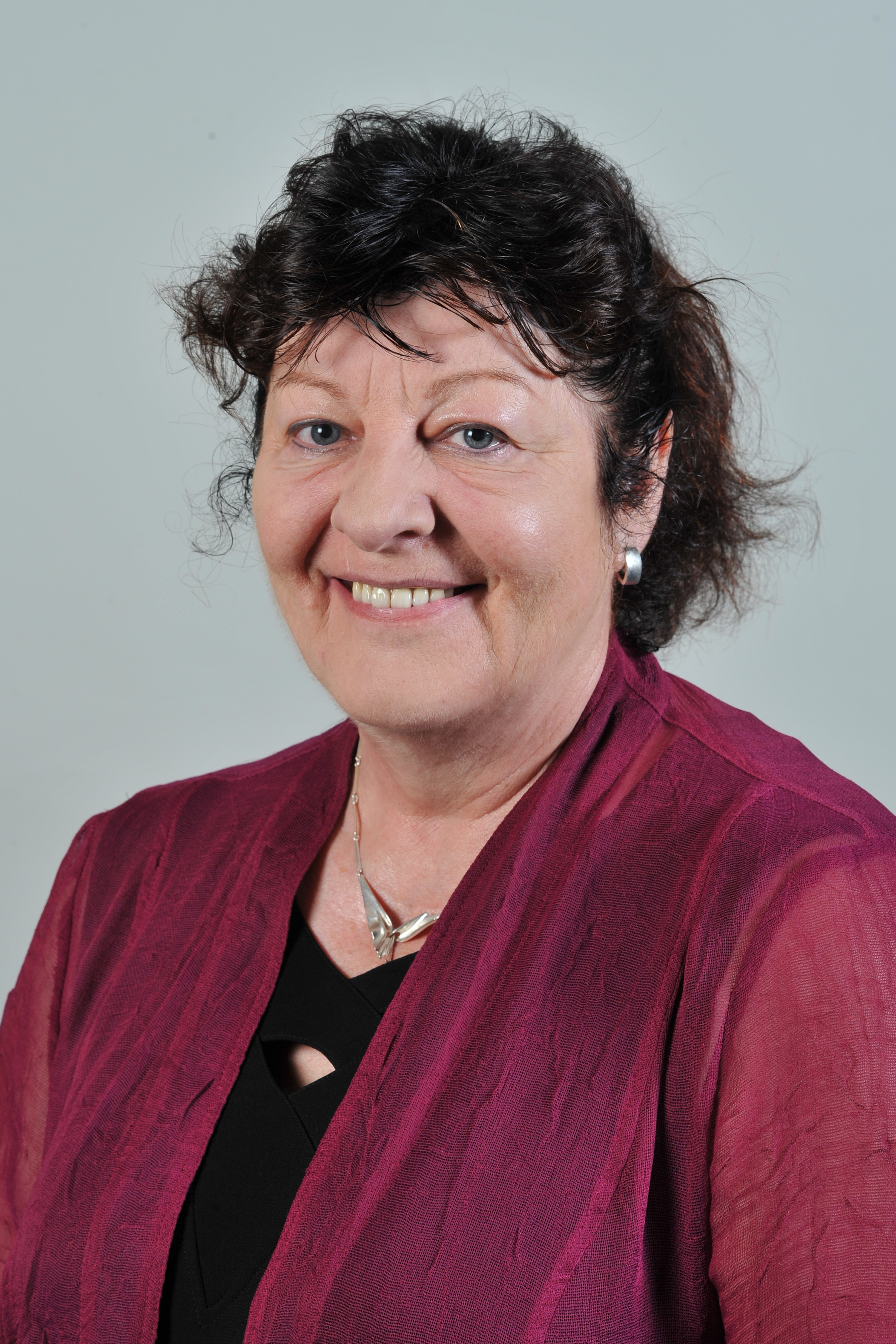
Heike Polzin 2013

Heike Polzin (* 27. Dezember 1955 in Wismar) ist eine deutsche Politikerin (SPD). Sie war von 1998 bis 2016 Abgeordnete im Landtag von Mecklenburg-Vorpommern und vom 6. Oktober 2008 bis zum 1. November 2016 Finanzministerin des Landes.

## Leben
Nach dem Abitur studierte Polzin an der Ernst-Moritz-Arndt-Universität Greifswald und schloss dieses als Diplomlehrerin für Deutsch und Kunsterziehung ab. Seit 1978 arbeitete sie als Lehrerin in Warin und wurde später auch stellvertretende Schulleiterin. Am 26. Oktober 1998 wurde sie für die SPD in den Landtag von Mecklenburg-Vorpommern gewählt, dem sie seitdem ununterbrochen angehört. Von 2001 bis 2007 war sie Kreisvorsitzende der SPD im Landkreis Nordwestmecklenburg. Von 2002 bis 2008 war sie stellvertretende Vorsitzende der SPD-Fraktion und Sprecherin der SPD-Fraktion für Bildungspolitik. Seit dem 6. Oktober 2008 war sie Finanzministerin des Landes Mecklenburg-Vorpommern.
Bei der Landtagswahl in Mecklenburg-Vorpommern 2006 zog sie über ein Direktmandat im Landtagswahlkreis Nordwestmecklenburg I in den Landtag ein. 2011 konnte sie ihr Direktmandat verteidigen. Bei der Wahl 2016 trat sie nicht mehr an. Im Finanzministerium folgte ihr am 1. November 2016 Mathias Brodkorb.
Polzin ist konfessionslos, verheiratet und hat zwei Kinder.